# Rovaniemi (Verwaltungsgemeinschaft)

Lage der Verwaltungsgemeinschaft Rovaniemi in Finnland

Die Verwaltungsgemeinschaft Rovaniemi (finnisch Rovaniemen seutukunta) ist eine von sechs Verwaltungsgemeinschaften (seutukunta) in der finnischen Landschaft Lappland. Zu ihr gehören das namensgebende Rovaniemi, die größte Stadt Lapplands, und die südlich angrenzende Gemeinde Ranua. Die Landgemeinde Rovaniemi gehörte ebenfalls zur Verwaltungsgemeinschaft, bis sie Anfang 2006 in die Stadt Rovaniemi eingemeindet wurde.